# Limansky (huyện)
Huyện Limansky (tiếng Nga: ? райо́н) là một huyện hành chính tự quản (raion), của Tỉnh Astrakhan, Nga. Huyện có diện tích 2319 km², dân số thời điểm ngày 1 tháng 1 năm 2000 là 36500 người. Trung tâm của huyện đóng ở Liman.